# Danny Federici
Daniel Paul Danny Federici (Flemington, Nova Jersey, 23 de gener de 1950 - 17 d'abril de 2008) fou un músic estatunidenc força conegut per haver estat membre de la E Street Band on tocava l'orgue, la celesta i l'acordió.
Va començar a tocar l'acordió quan tenia 7 anys i va rebre formació clàssica en aquest instrument. També es va interessar al llarg de tota la seva trajectòria professional pel seu ús al jazz i el blues. De fet, l'únic disc que va enregistrar com a solista, Flemington (1997) conté solos de jazz instrumental.
Durant els concerts, Bruce Springsteen el solia presentar com el fantasma, fent esment a la misteriosa desaparició de Federici enmig d'uns aldarulls a la ciutat de Freehold, com a conseqüència dels quals la policia va detenir bona part dels allí presents, excepte... Danny Federici.
El so instrumental de Federici ha donat trets ben característics a les produccions i a les actuacions de Bruce Springsteen i la E Street Band. Un exemple és l'ús de la celesta electrònica a la cèlebre cançó "Hungry Heart".
Afectat d'un càncer de pell, la seva darrera actuació en directe va tenir lloc el 20 de març de 2008 a Indianapolis per acompanyar com havia fet durant més de 40 anys el rocker de Nova Jersey i la banda comuna.